# 奇克湖畔圣安德雷
奇克湖畔圣安德雷是奥地利布尔根兰州滨湖新锡德尔县的一个市镇。总面积31.71平方公里，总人口1397人，人口密度44.1人/平方公里（2001年）。